# بيير جبريل
بيير جبريل (بالفرنسية: Pierre Gabriel)‏ هو رياضياتي فرنسي، ولد في 1 أغسطس 1933 في بيتش في فرنسا، وتوفي في 24 نوفمبر 2015 في سانت غالن في سويسرا.